# Клодава (об'єкт, прийнятий за метеорит)
«Метеорит Клодава» (Kłodawa) — об'єкт, знайдений 1986 року і спочатку інтерпретований як залізний метеорит, але 2007 року після більш детального аналізу перекласифікований як об'єкт земного походження.
Об'єкт був викопаний з глибини 243 м під час буріння геологічної свердловини в 1986 році. Був позначений як залізний метеорит. Через рік він був описаний у науковій літературі, де вказувалося, що він складається в основному з камаситу та когеніту з незначним вмістом нікелю та значним вмістом вуглецю. Зразок був переданий до Геологічного музею Польського геологічного інституту у Варшаві. Його віднесли до раритетів, оскільки знайшли його не на поверхні землі, а на значній глибині.
Дослідження, проведене в 2007 році, підтвердило оригінальний опис. Це дослідження підтвердило відсутність або незначну частку металів нікелю, олівіну та платиноїдів, характерних для залізних метеоритів, і, перш за все, встановило, що залізо в об'єкті є не камаситом, а високоякісною сталлю, так само карбід заліза не має когенітового складу. Ці та інші геохімічні дані разом із спостереженнями за структурою знахідки дозволили виключити метеоритне походження знахідки. Вони довели, що предмет, знайдений у бурінні, має антропогенне походження і, ймовірно, є фрагментом зламаного долота та, можливо, нижньої частини бурильної колони, фрагментованої та переробленої під час її буріння на наступному етапі буріння.
У цій ситуації так званий «Метеорит Клодава» було видалено як з каталогів метеоритів, так і з музейних колекцій. Тим не менш, він все ще знаходиться в колекції музею, але як один з багатьох прикладів об'єктів, неправильно позначених як метеорити, які не мають космічного походження.